# Shovelware
Shovelware (del inglés shovel, pala, y software, refiriéndose a software a granel que se apila a paletadas) es un término despectivo en la jerga informática que se refiere a los paquetes de software que destacan más por la cantidad que por la calidad o utilidad de los programas que contienen. El término también es usado para referirse al software que tiene soporte portable desde una plataforma o medio de almacenamiento a otra sin poner demasiado cuidado a adaptar este a su destino, dando como resultado baja calidad o inutilidad. El término también a veces se refiere a software preinstalado.
El término «shovelware» fue creado con semejanza semántica para relacionarla con otros métodos de distribución de software como shareware y freeware.